# Kungskannranka
Kungskannranka (Nepenthes rajah) är en köttätande växt som tillhör den monotypiska familjen kannrankeväxter. Den är endemisk till berget Gunung Kinabalu och närliggande berget Gunung Tambuyukon i Sabah, i den malaysiska delen av Borneo. Kungskannrankan växer endast på jord innehållande serpentinmineral och särskilt där grundvatten sipprar fram och jorden är lös och ständigt fuktig. Arten växer på mellan 1 500 och 2 650 meter över havet och räknas således till höglands- eller subalpina växter. På grund av dess ringa utbredning räknas Kungskannrankan som en utrotningshotad art av internationella naturvårdsunionen och finns med i CITES Appendix I.
Kungskannrankan observerades först av Hugh Low på Gunung Kinabalu 1858. Den beskrevs följande år av Joseph Dalton Hooker som uppkallade den efter James Brooke, den förste vite rajahn i Sarawak. Hooker kallade den "en av de mest uppseendeväckande växtskapelserna som hittills upptäckts" ("one of the most striking vegetable productions hither-to discovered").  Efter att odling av Kungskannrankan inletts 1881 har den varit en mycket eftertraktad art. Under lång tid fanns växten sällan i privata samlingar då den var ovanlig, hade högt pris och hade höga odlingskrav. Tack vare framsteg inom vävnadsodlingstekniken har priserna sjunkit och Kungskannrankan är nu relativt spridd bland odlare.
Kungskannrankan är mest känd för de gigantiska kannformade fällor som den producerar. En kanna kan bli upp till 35 cm hög och 18 cm bred. Dessa kan rymma upp till 3,5 liter vatten och mer än 2,5 liter nedbrytningsvätska, vilket gör den troligen till den största arten i Kannrankesläktet om man räknar volym. En annan morfologisk detalj hos Kungskannrankan är en rundad förlängning av bladskivan där den möter bladskaftet och klängtrådar som endast finns hos några andra arter.
Kungskannrankan är känd för att ibland fånga ryggradsdjur och till och med små däggdjur. Drunknade råttor har observerats i botten av Kungskannrankans fångstkanna. Den är en av två arter i Kannrankesläktet där man dokumenterat att den fångat däggdjur, där den andra är Vingkannranka. Bland de ryggradsdjur som Kungskannrankan fångar finns grodor, ödlor och till och med fåglar även om dessa troligen är sjuka djur och fångst av dessa tillhör inte vanligheten. Insekter och särskilt myror utgör majoriteten av fångsterna i fångstkannor både i luften och på marken. 
Även om Kungskannrankan är mest känd för att fånga och smälta djur, spelar deras kannor även roll som värdar för flera organismer som man tror har ett symbiotiskt förhållande med växten. Dessa djur är så specialiserade att de inte kan överleva någon annanstans och kallas för nepenthebioter. Kungskannrankan har två sådana myggarter uppkallade efter sig Culex rajah och Toxorhynchites rajah.
Kungskannrankan är känd för att relativt lätt bilda hybrider i vilt tillstånd. Hybrider mellan den och andra arter i Kannrankesläktet, med undantag för Nepenthes lowii, har noterats på Gunung Kinabalu. Då Kungkannrankan växer långsamt har ännu inte någon hybrid av den producerats artificiellt.

## Etymologi

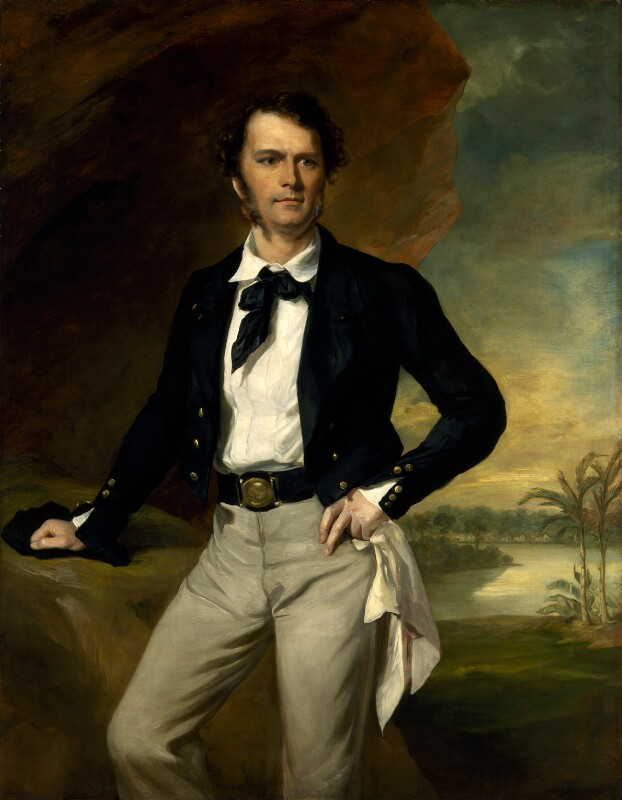
James Brooke.

Joseph Dalton Hooker beskrev Kungskannrankan 1859, och döpte den till Sir James Brookes ära. Sir James Brooke var den förste vita rajahn i Sarawak. 
Då epitetet rajah betyder "kung" på malajiska och Kungskannrankans imponerande storlek på kannorna har lett fram till det svenska namnet som antogs av Svenska Botaniska Föreningen i april 2006. Även på exempelvis engelska kallas arten ibland för "King of Nepenthes". Tidigare skrevs det latinska namnet Nepenthes Rajah (det vill säga med versalt "R") då den refererar till ett egennamn. Idag anses denna versalisering inte vara korrekt.